# Janne Da Arc
Janne Da Arc (ジャンヌダルク, Jan'nu Daruku?) fue un grupo de rock japonés surgido en Hirakata, Osaka. El nombre de la banda a menudo se abrevia como "Janne" (ジャンヌ) o "JDA".

## Carrera musical
Todo comenzó en 1989 cuando YASU, KIYO Y KA-YU deciden formar una banda. Donde este último integrante, luego de unos meses, abandona, para formar otro grupo. 
El nombre de JANNE DA ARC se hace oficial desde 1991, nombre otorgado por Yasu el cual se originó de un personaje del manga Shin Devilman de GO-NAGAI. Y en este mismo año YOU se les unió. En 1992 KA-YU regresa y en ese mismo año graban tres demos y comienzan a darse a conocer por medio de lives-houses ... pero no logran encontrar suficiente audiencia. 
En 1996 SHUJI (baterista que solo era miembro de sesiones) se convierte en oficial y al año siguiente sacan otro demo llamado Resist. 
En 1998 tuvieron su primer concierto "one-man concert" en el Hiragata Blow Down, año en el cual logran conseguir un contrato indie el cual les llevó a realizar sus primeros 2 mini álbum indies. El primero fue DEARLY, luego tocan en un tour live denominado ‘Break Out’ y tiempo más tarde lanzan a la venta su segundo mini álbum (RESIST). Lo cual generó que un año más
tarde pudieran lanzar otro mini álbum denominado ‘CHAOS MODE’. 
Ese pequeño éxito no fue suficiente para la banda, ellos querían más. Por lo que … viendo una oportunidad en el visual kei, la banda cambió su look para acercarse a las bandas más populares del momento. Junto con ello, lanzan su sencillo RED ZONE el cual se localiza en el top 50 en el Oricon charts por 3 semanas y gracias a eso logan un mayor reconocimiento. Y es donde, casi a fines
del año 1999 logran debutar como MAJOR junto con la agencia era Avex y el sello discográfico Cutting Edge, por lo que se consideró a menudo similar en concepto a Galla , banda perteneciente a Avex que debutó primero y se hizo famosa por « The Miracle Rose ». Sin embargo, la diferencia radica en que Galla se disolvió en el 2000.
Desde su debut, la alineación de los miembros originales yasu , you , ka-yu , kiyo y shuji se ha mantenido hasta el día de hoy.La mayoría son de la prefectura de Osaka y comenzaron sus actividades en la ciudad de Hirakata, al noreste de la prefectura. Todos, excepto Ka-yu, se graduaron de la escuela secundaria Hirakatanishi.
Su primer trabajo como majors, DNA logró sorprender a todo Japón y dejaron muy bien grabado su nombre dentro de la historia del J-rock al ser considerado uno de los mejores discos. Tras haber conseguido una base sólida de fanes, la banda fue dejando lentamente su look "visual" y retomaron sus raíces roqueras.
Los sencillos Lunatic Gate, Heaven's Place y EDEN también saldrían durante el año 2000, creando más y más adictos a su música. Tiempo en el que por fin Janne da Arc había conseguido ganarse al público. Siguiendo con su primer álbum major, le siguió Z-Hard el 2001 respectivamente, lo que sirvió para consolidar aún más su creciente fama. Los años 2002 y 2003 respectivamente solo lanzaron álbum, donde primero encontramos GAIA (13.01.2002), ANOTHER STORY (13.02.2003) y
ANOTHER SINGLES (18.09.2003) donde este último se destaca por ser un álbum recopilatorio con sus mejores singles. El 7 de julio del 2003 lanzan otro álbum llamado ARCADIA y poco después de empezar el nuevo año ya han sacado un nuevo single, GEKKOUKA (opening del anime "Black Jack" a comienzos del año 2005).
El 15 de junio del 2005 lanzan su siguiente álbum ‘JOKER’. El 9 de mayo de 2006, ellos celebraron el décimo aniversario desde su formación, a partir de que el último miembro, Shuji, se convirtiera en un miembro oficial de la banda. La banda no recibe el nombre de la figura de Juana de Arco, aunque su canción "Kyuuseishu --Messiah--" hable acerca de ella; mejor está el hecho, de que yasu nombra así a la banda basado en un personaje del manga "Devilman" por Go Nagai. Una imagen de este personaje puede verse en la edición limitada del 10th ANNIVERSARY INDIES COMPLETE BOX, lanzado en 2006. El año 2006 es solamente de singles (Furimikeba, Diamond virgen y Mobius *O*) y más presentaciones donde destaca el ‘DEAD OR ALIVE’ el 20 de septiembre del mismo año …. 
En total han realizado realizado 3 albums indies, 9 albums major (incluido un single collection), 26 singles y 13 DVD’s. PERO …. finalmente, el 26 de enero del año 2007, los miembros de la banda deciden hacer un ALTO con Janne da arc y dedicarse a sus trabajos de solistas, dejando con ello a unos confundidos fanes con un último álbum denominado SINGLES 2.
La banda actualmente se encuentra bajo el sello de motorod, una filial de avex trax. 
Su sonido es descrito como "pop-rock", Yasu el vocalista toma muchas influencias musicales de su ídolos de los años 80's, como Dead or Alive y la banda japonesa DEAD END. Asimismo, Janne Da Arc ha demostrado ser muy versátiles (polifacéticos) y muy competentes al elegir los instrumentos, cogiendo influencias de sus artistas favoritos y los estilos musicales de todos los miembros de la banda.

## Miembros
- YASU (Yasunori Hayashi), vocalista y fundador de la banda, nacido el 27 de enero de 1975 en Hirakata, Osaka, Japón, Tipo de Sangre A. Entre sus artistas favoritos están Dead End y Boøwy, también ha expresado sentir admiración por el cantante de L'Arc~en~Ciel: Hyde. Yasu se describe así mismo como una persona que generalmente le gusta estar en casa, con la afición de salir a jugar Pachinko y leer manga por las noches. Su manga favorito es Parasyte, y él recomienda la película "SEVEN" así como la serie televisiva "24", a los oyentes de Janne Da Arc no Moto (programa mensual de la banda a través de fmosaka). Yasu es también muy competente con la guitarra, el bajo y el piano, el cual usa para componer la mayoría de sus canciones.

- KA-YU (Kazuyuki Matsumoto), bajista y co-fundador junto a yasu de la banda, nacido el 21 de enero de 1975 en Hirakata, Osaka - Japón, su Tipo de sangre es el A. Sus artistas favoritos son CRAZY COOL JOE (exbajista de DEAD END) y BOOWY. Ka-yu es como un hermano para yasu, y está caracterizado más por su look Visual kei en comparación con el resto de la banda. También sé sabe que ama a los animales.

- YOU (Yutaka Tsuda), guitarrista, nacido en julio, un 24 de 1974 en Kobe, Japón, Tipo de sangre O. Entre sus artistas favoritos están Unicorn y Nuno Bettencourt. You generalmente es considerado el miembro más tranquilo de Janne Da Arc, pero él a menudo cuenta historias de humor durante los conciertos de la banda. Yasu lo describe como muy cool, completamente independiente. Shuji, así mismo, lo describe como un miembro de la banda que el clima lluvioso le persigue alrededor, gracias a que varios conciertos de Janne Da Arc han sido bajo la lluvia.

- KIYO (Masanobu Kiyose), teclista, nacido el 27 de junio de 1974 en Hirakata, Osaka, Japón, Tipo de sangre A. Artistas favoritos: Earth, Wind, and Fire and Keith Emerson. Kiyo es el miembro con más edad de Janne Da Arc, y actúa como el hermano mayor de la banda. Tiene un distintivo sentido del humor, como se puede ver en su blog personal, pero se puede poner con facilidad de mal humor. Él es el gourmet de la banda, y disfruta mucho de la comida.

- SHUJI (Shuji Suematsu), batería, nacido el 21 noviembre del año 1974 en Kobe, Japón, Tipo de sangre O. Sus artistas favoritos son X JAPAN y Loudness. Él es un fan de los ordenadores, y mantiene actualizado su blog personal en su sitio oficial de internet. En contraste al guitarrista You, Shuji se considera un buen hombre del tiempo.

Todos los miembros, a excepción de ka-yu, se graduaron en la Hirakata West High School en la misma clase. Para el lanzamiento de su single Furimukeba.... Janne Da Arc volvió a esta escuela para una audición especial, que sería su película HIRAKATA.

## Discografía

### Demos
[1992] 1st demo tape
1. Strange Voice
2. Psycho Dance
3. LEYEND OF DREAMERS
4. Labyrinth

Se conoce como la maqueta impresa inicialmente bajo el nombre de Janne Da Arc. En aquel entonces, el responsable de la batería era otro miembro además de Shuji, y PSYCHO DANCE era una canción escrita por otro miembro que ya estaba activo antes de la llegada de Ka-yu, quien estaba a cargo del bajo. LEGEND OF DREAMERS es una canción original de Legend of~, un bonus track de los sencillos lanzados tras su debut oficial.
[1993-1994] 2nd demo tape
1. DEJAVU
2. Strange Voice
3. JESUS CHRIST
4. LEYEND OF DREAMERS
5. Labyrinth
6. Psycho Dance

Se añadieron y grabaron dos canciones nuevas. «DEJAVU» se convirtió en una canción de introducción cuando se incluyó en el primer álbum, D・N・A, pero en aquel entonces era una canción con letra.
[1994-1995] 3rd demo tape
1. ICE
2. 闇の月をあなたに… (Yami no Tsuki wo Anata ni...)
3. オルレアン (Orleans)
4. Hunting

Esta es una cinta grabada y distribuida con canciones nuevas en lugar de canciones existentes, y todas las canciones excepto オルレアン fueron relanzadas en CD.
[21.07.1997] Cassette Tape Resist
1. ICE
2. Resistance
3. Lady
4. Stare

Este es el primer trabajo publicado desde que Shuji se unió oficialmente.

### Indies
[17.04.1998] Dearly
1. Fantasia
2. Judgement 死神のkiss (Judgement Shinigami no Kiss)
3. More Deep
4. So Blew
5. Confusion
6. Speed
7. 闇の月をあなたに... (Yami no Tsuki wo Anata ni...)

[05.12.1998] Resist
1. ICE
2. Resistance
3. Misty Land
4. Hunting
5. Lady
6. Stare

[17.03.1999] CHAOS MODE
1. Desperate
2. -R-TYPE ｢瞳の色｣ (-R-TYPE "Hitomi no Iro")
3. Psycho Dance
4. ....song
5. Labyrinth
6. Strange Voice

### Singles
[19.05.1999] RED ZONE
15th Oricon weekly
1. RED ZONE
2. seal

[22.09.1999] Lunatic Gate
11th Oricon weekly
1. Lunatic Gate
2. FAKE

[13.01.2000] EDEN～君がいない～ (EDEN ~kimi ga inai~)
15th Oricon weekly
1. EDEN～君がいない～ (EDEN ~kimi ga inai~)
2. Vanish

[12.04.2000] Heaven's Place/Vanity
25th Oricon weekly
1. Heaven's Place
2. Vanity

[26.06.2000] will～地図にない場所～ (will ~chizu ni nai basho~)
19th Oricon weekly
1. will ~chizu ni nai basho~ Radio Edit
2. will ~chizu ni nai basho~
3. IMAGE or ....

[08.11.2000] Mysterious
22nd Oricon weekly
1. Mysterious
2. Differ

[31.01.2001] Dry?
22nd Oricon weekly
1. Dry?
2. Blue Tear ～人魚の涙～ (Blue Tear ~ningyo no namida~)

[25.04.2001] NEO VENUS
44th Oricon weekly
1. NEO VENUS
2. EDEN～君がいない～ (at BUDOKAN-LIVE Version) (EDEN ~kimi ga inai~ (at BUDOKAN-LIVE Version))
3. -S- (at BUDOKAN-LIVE Version)

[20.06.2001] RED ZONE
46th Oricon weekly
1. RED ZONE
2. seal
3. seal -Gang Bang in SOVIET mix-

[25.07.2001] seed
20th Oricon weekly
1. seed
2. ナイフ (KNIFE)

[24.10.2001] シルビア (SYLVIA)
20th Oricon weekly
1. シルビア (SYLVIA)
2. GUNS

[12.12.2001] feel the wind
16th Oricon weekly
1. feel the wind
2. Dear My...

[07.08.2002] Shining ray
8th Oricon weekly
1. Shining ray
2. MOTHER BRAIN

[20.11.2002] マリアの爪痕 (MARIA no tsumeato)
8th Oricon weekly
1. マリアの爪痕 (MARIA no tsumeato)
2. QUEEN

[16.01.2003] 霞ゆく空背にして (kasami yuki sora se ni shite)
6th Oricon weekly
1. 霞ゆく空背にして (kasami yuki sora se ni shite)
2. answer

[08.05.2003] Rainy～愛の調べ～ (Rainy ~ai no shirabe~)
14th Oricon weekly
1. Rainy～愛の調べ～ Single Version (Rainy ~ai no shirabe~ Single Version)
2. Rainy～愛の調べ～ New Vocal Edition (Rainy ~ai no shirabe~ New Vocal Edition)
3. Rainy～愛の調べ～ Orgel Version (Rainy ~ai no shirabe~ Orgel Version)
4. Dry?
5. feel the wind

[20.08.2003] 餓えた太陽 (ueta taiyou)
7th Oricon weekly
1. 餓えた太陽 (ueta taiyou)
2. MEDICAL BODY

[24.03.2004] FREEDOM
4th Oricon weekly
1. FREEDOM
2. survive?

[07.04.2004] Kiss Me
5th Oricon weekly
1. Kiss Me
2. Hysteric Moon

[19.05.2004] DOLLS
7th Oricon weekly
1. DOLLS
2. マリアの爪痕 (MARIA no tsumeato)

[26.05.2004] ROMANCﾖ
3rd Oricon weekly
1. ROMANCﾖ
2. OASIS

[02.06.2004] BLACK JACK
6th Oricon weekly
1. BLACK JACK
2. 餓えた太陽 (ueta taiyou)

[17.11.2004] Love is Here
3rd Oricon weekly
1. Love is Here
2. 少年の瞳 (shounen no hitomi)

[19.01.2005] 月光花 (gekkouka)
2nd Oricon weekly
1. 月光花 (gekkouka)
2. WING

[18.05.2005] ダイヤモンドヴァージン (DIAMOND VIRGIN)
3rd Oricon weekly
1. ダイヤモンドヴァージン (DIAMOND VIRGIN)
2. 湖 (mizuumi)

[08.02.2006] 振り向けば… / Destination (furimukeba.../Destination)
2nd Oricon weekly
1. 振り向けば… (furimukeba...)
2. Destination

[10.05.2006] Heaven/メビウス (Heaven/MÖBIUS)
2nd Oricon weekly
1. HEAVEN
2. メビウス (MÖBIUS)

### Albums
[08.05.2000] D・N・A
1. Deja-vu
2. Vanity
3. ファントム (Phantom)
4. EDEN～君がいない～ (EDEN ~Kimi Ga Inai~)
5. child vision～絵本の中の綺麗な魔女～ (Child Vision ~Ehon No Naka No Kirei Na Majo~)
6. Stranger
7. 桜 (Sakura)
8. Lunatic Gate
9. Junky Walker
10. RED ZONE (album mix)
11. ring
12. Heaven's Place

[28.02.2001] Z-HARD
1. Nightmare
2. -救世主 メシア- (-Kyuuseishu Messiah-)
3. prism
4. Dry? (album mix)
5. 7-seven-
6. NEO VENUS
7. will ～地図に無い場所～ (album mix) (will ~Chizu Ni Nai Basho~ (Album Mix))
8. WARNING
9. Liar
10. Dear My....
11. Mysterious

[23.01.2002] GAIA
1. GAIA
2. セル (Cell)
3. sister
4. feel the wind
5. curse
6. GUILTY PAIN
7. ZERO
8. still
9. AGE
10. seed
11. Plastic
12. シルビア (Silvia)

[13.02.2003] ANOTHER STORY
1. 『1/5の音箱』 ("1/5 No Onhako")
2. in the story
3. マリアの爪痕 (Maria No Tsumeato)
4. OASIS
5. 赤い月 (Akai Tsuki)
6. 『奪われた知恵』 ("Ubaraweta Chie")
7. suicide note
8. What's up!
9. PARADISE
10. explosion
11. 霞ゆく空背にして (Kasumi Yuku Sora Sei Ni Shite)
12. ヴァンパイア (Vampire)
13. 『少女と氷の女王』 ("Shoujo No Koori To Joou")
14. rasen
15. Rainy～愛の調べ～ (Rainy ~Ai No Shirabe~)
16. Shining ray

[18.09.2003] SINGLES
1. RED ZONE
2. Lunatic Gate
3. EDEN ～君がいない～ (EDEN ~ Kimi Ga Inai~)
4. Heaven's Place
5. will～地図にない場所～ (will ~Chizu Ni Nai Basho~)
6. Mysterious
7. Dry?
8. NEO VENUS
9. seed
10. シルビア (Silvia)
11. feel the wind
12. Shining ray
13. マリアの爪痕 (Maria No Tsumeato)
14. 霞ゆく空背にして (Kasumi Yuku Sora Sei Ni Shite)
15. Rainy ～愛の調べ～ (Rainy ~Ai No Shirabe~)

[18.09.2003] ANOTHER SINGLES
1. seal
2. FAKE
3. Vanish
4. Vanity (Single Mix from "D・N・A")
5. IMAGE or....
6. differ
7. Blue Tear～人魚の涙～ (Blue Tear ~Ningyo No Namida~)
8. ナイフ (Knife)
9. GUNS
10. Dear my....
11. MOTHER BRAIN
12. QUEEN
13. answer
14. MEDICAL BODY ("ANOTHER SINGLES" MIX)
15. Who am I?

[07.07.2004] ARCADIA
1. ACID BREATH
2. ROMANCﾖ
3. Heavy Damage
4. DOLLS
5. trap
6. 心の行方 (Kokoro No Yukue)
7. ATHENS
8. FREEDOM
9. WIZARD
10. process
11. BLACK JACK
12. カーネーション (CARNATION)
13. Kiss Me

[15.06.2005] JOKER
1. in silence
2. ツメタイカゲロウ (Tsumetai Kagerou)
3. 月光花 (Gekkouka)
4. D DROP
5. HELL or HEAVEN～愛しのPsycho Breaker～ (HELL or HEAVEN ~Aishi No Psycho Breaker~)
6. Kamen (仮面)
7. I'm so Happy
8. WILD FANG
9. easy funky crazy
10. Mr. Trouble Maker
11. Love is Here
12. 風にのって (Kaze ni Notte)
13. ダイヤモンドヴァージン (Diamond Virgin)

[21.02.2007] SINGLES 2
1. FREEDOM
2. Kiss Me
3. DOLLS
4. ROMANCﾖ
5. BLACK JACK
6. Love is Here
7. 月光花 (Gekkouka)
8. ダイヤモンドヴァージン (Diamond Virgin)
9. 振り向けば… (Furimukeba...)
10. Destination
11. HEAVEN
12. メビウス (Möbius)

### Video
- 1999 TOUR "CHAOS MODE" (June 30, 1999)
- 5 STORIES <CLIPS & MORE> (September 27, 2000)
- FATE or FORTUNE -Live at BUDOKAN- (March 28, 2001)
- SIX CLIPS (March 13, 2002)
- 100th Memorial Live LIVE INFINITY 2002 at Budokan (December 26, 2002)

### DVD
[27.09.2000] 1999 TOUR "CHAOS MODE"
1. Opening
2. -R-TYPE ｢瞳の色｣ (-R-TYPE "Hitomi no Iro")
3. ICE
4. Speed
5. Resistance
6. Desperate
7. Stange Voice
8. Ladyrinth
9. Fantasia
10. Confusion
11. Lady
12. Judgement 死神のkiss (Judgement Shinigami no Kiss)
13. RED ZONE
14. Stare
15. Hunting

-R-TYPE「瞳の色」(Promotion Video)
[27.09.2000] 5 STORIES <CLIPS & MORE>
1. RED ZONE MV
2. Lunatic Gate MV
3. EDEN～君がいない～ (EDEN ~kimi ga inai~) MV
4. Heaven's Place MV
5. will～地図にない場所～ (will ~chizu ni nai basho~) MV

[28.03.2001] FATE or FORTUNE -Live at BUDOKAN-
1. seal
2. RED ZONE
3. Child vision～絵本の中の綺麗な魔女～ (Child Vision ~Ehon No Naka No Kirei Na Majo~)
4. Lunatic Gate
5. Junky Walker
6. EDEN～君がいない～ (EDEN ~kimi ga inai~)
7. differ
8. will～地図にない場所～ (will ~chizu ni nai basho~)
9. Fantasia
10. Lady
11. ---S---
12. Confusion
13. Escape
14. Mysterious
15. Vanity
16. Heaven's Place
17. Indies Medory
18. Stare

[13.03.2002] SIX CLIPS
1. Mysterious MV
2. Dry? MV
3. NEO VENUS MV
4. seed MV
5. シルビア (SYLVIA) MV
6. feel the wind MV

[26.12.2002] 100th Memorial Live ~LIVE INFINITY 2002 at Budokan~
1. NEO VENUS
2. MOTHER BRAIN
3. セル (Cell)
4. Lunatic Gate
5. prism
6. Dear my…
7. feel the wind
8. -救世主 メシア- (-Kyuuseishu Messiah-)
9. GAIA
10. 7-seven-
11. sister
12. Dry?
13. will～地図にない場所～ (will ~chizu ni nai basho~)
14. still
15. Liar
16. シルビア (SYLVIA)
17. Shining ray
18. GUNS
19. RED ZONE
20. Stare
21. Heaven's Place
22. RED ZONE
23. マリアの爪痕 (MARIA no tsumeato)
24. Shining ray

[19.03.2003] ANOTHER STORY CLIPS
1. OPENING
2. Shining ray CLIP/TV SPOT/MAKING
3. マリアの爪痕 (MARIA no tsumeato) CLIP/TV SPOT/MAKING
4. 霞ゆく空背にして (kasami yuki sora se ni shite) CLIP/TV SPOT/MAKING
5. ANOTHER STORY SPOT1/SPOT2
6. ANOTHER ANOTHER STORY

[12.11.2003] SINGLES CLIPS
1. RED ZONE MV
2. Lunatic Gate MV
3. EDEN～君がいない～ (EDEN ~kimi ga inai~) MV
4. Heaven's Place MV
5. will～地図にない場所～ (will ~chizu ni nai basho~) MV
6. Mysterious MV
7. Dry? MV
8. NEO VENUS MV
9. seed MV
10. シルビア (SYLVIA) MV
11. feel the wind MV
12. Shining ray MV
13. マリアの爪痕 (MARIA no tsumeato) MV
14. 霞ゆく空背にして (kasami yuki sora se ni shite) MV
15. Rainy～愛の調べ～ (Rainy ~ai no shirabe~) MV
16. 餓えた太陽 (ueta taiyou) MV

[25.12.2003] Danjiri Night
1. explosion
2. OASIS
3. ヴァンパイア (Vampire)
4. Resistance
5. 7-seven-
6. AGE
7. So Blew
8. 餓えた太陽 (ueta taiyou)
9. curse
10. マリアの爪痕 (MARIA no tsumeato)
11. GUILTY PAIN
12. MOTHER BRAIN
13. -救世主 メシア- (-Kyuuseishu Messiah-)
14. 桜 (Sakura)
15. 霞ゆく空背にして (kasami yuki sora se ni shite)
16. DEATH!!
17. Judgement 死神のkiss (Judgement Shinigami no Kiss)

[29.09.2004] ARCADIA CLIPS
1. FREEDOM MV
2. Kiss Me MV
3. DOLLS MV
4. ROMANCE MV
5. BLACK JACK MV

[16.02.2005]  HIRAKATA
El instituto al que asistíamos iba a cerrar. Una carta de un estudiante de penúltimo año nos informó... ¡El documental "HIRAKATA", sobre la actuación en directo de Janne Da Arc, estrenado solo en Tokio y Osaka, por fin se estrena! El 18 de noviembre de 2003. El día que ofrecieron una actuación secreta en su alma máter, en Hirakata, el lugar donde se formó Janne Da Arc, hablaron de todo, desde el pasado, el presente y el futuro. Se estrenó solo en Tokio y Osaka, y en Osaka asistieron 5500 personas durante los dos días. ¡En Tokio, registró la mayor venta anticipada de entradas en el Teatro Shinjuku de los últimos años! Incluso se estrenó para una proyección adicional, algo inusual en la industria cinematográfica, y fue todo un éxito. Es una película completamente nueva, inédita, que combina material documental con una historia juvenil de ficción. Dado que solo se estrenó en un número limitado, ¡fue una gran experiencia verla!
Incluye tráiler y making of.
[24.03.2005] 1999 TOUR "CHAOS MODE" [Limited Pressing]
Mismo Tracklist que su versión original.
[24.03.2005] FATE or FORTUNE -Live at BUDOKAN-[Limited Pressing]
Mismo Tracklist que su versión original.
[27.03.2005] Live 2005 "Dearly" at Osaka-jō Hall 03.27
1. Strange Voice
2. Heavy Damage
3. Speed
4. ACID BREATH
5. Confusion
6. 心の行方 (Kokoro No Yukue)
7. sister
8. ROMANCE
9. 月光花 (Gekkouka)
10. 桜 (Sakura)
11. Kiss Me
12. Solo Part & Session
13. BLACK JACK
14. FREEDOM
15. Labyrinth
16. DOLLS
17. Fantasia
18. process

DISC 2
1. Judgement 死神のkiss (Judgement Shinigami no Kiss)
2. ヴァンパイア (Vampire)
3. ICE
4. -救世主 メシア- (-Kyuuseishu Messiah-)

[Encore 1]
1. ダイヤモンドヴァージン (DIAMOND VIRGIN)
2. 霞ゆく空背にして (kasami yuki sora se ni shite)

[Encore 2]
1. -R-TYPE ｢瞳の色｣ (-R-TYPE "Hitomi no Iro")
2. Rainy～愛の調べ～ (Rainy ~ai no shirabe~)

[Encore 3]
1. Stare

[01.03.2006] 100th Memorial Live ~LIVE INFINITY 2002 at Budokan~ [Limited Low-priced Edition]
1. NEO VENUS
2. MOTHER BRAIN
3. セル (Cell)
4. Lunatic Gate
5. prism
6. Dear my…
7. feel the wind
8. -救世主 メシア- (-Kyuuseishu Messiah-)
9. GAIA
10. 7-seven-
11. sister
12. Dry?
13. will～地図にない場所～ (will ~chizu ni nai basho~)
14. still
15. Liar
16. シルビア (SYLVIA)

[ENCORE.1] 
1. Shining ray
2. GUNS

[ENCORE.2] 
1. RED ZONE
2. Stare

[01.06.2006] Danjiri Night (Versión Reprice)"
1. Foreplay
2. Deja-vu
3. explosion
4. OASIS
5. ヴァンパイア (Vampire)
6. Resistance
7. 7-seven-
8. AGE
9. So Blew
10. 餓えた太陽 (ueta taiyou)
11. curse
12. マリアの爪痕 (Maria No Tsumeato)
13. GUILTY PAIN
14. MOTHER BRAIN
15. -救世主 メシア- (-Kyuuseishu Messiah-)
16. 桜 (Sakura)
17. 霞ゆく空背にして (Kasumi Yuku Sora Sei Ni Shite)
18. DEATH!!
19. Judgement 死神のkiss (Judgement Shinigami no Kiss)

[20.09.2006] 10th Anniversary Special Live -OSAKA NANBA ROCKETS 2006.5.9-
1. ICE
2. FAKE
3. 闇の月をあなたに... (Yami no Tsuki wo Anata ni...)
4. Legend of ～
5. -S-
6. Psycho Dance
7. Hunting

[ENCORE.1] 
1. speed

[ENCORE.2] 
1. MISTAKE

[ENCORE.3] 
1. -R-TYPE ｢瞳の色｣ (-R-TYPE "Hitomi no Iro")

[ENCORE.4] 
1. Judgement 死神のkiss (Judgement Shinigami no Kiss)

[ENDING] 
1. -救世主 メシア- (-Kyuuseishu Messiah-)

[20.09.2006] Live 2006 DEAD or ALIVE -SAITAMA SUPER ARENA 05.20-
1. -救世主 メシア- (-Kyuuseishu Messiah-)
2. Judgement 死神のkiss (Judgement Shinigami no Kiss)
3. WILD FANG
4. Junky Walker
5. Confusion
6. Desperate
7. in silence
8. 振り向けば… (furimukeba...)
9. 月光花 (gekkouka)
10. So Blew
11. メビウス (MÖBIUS)
12. seal
13. Destination
14. Heavy Damage

[ENCORE.1-1] 
1. DOLLS

[ENCORE.1-2] 
1. HEAVEN

[ENCORE.2-1] 
1. シルビア (Silvia)

[ENCORE.2-2] 
1. Stare

[05.12.2007] 10th Anniversary Special Live -OSAKA NANBA ROCKETS 2006.5.9- [Limited Pressing]
Mismo Tracklist que su versión original.
[25.03.2009] Tour 2005 "Joker" 09.14-
DISC 1
1. in silence
2. ツメタイカゲロウ (Tsumetai Kagerou)
3. OASIS
4. ダイヤモンドヴァージン (Diamond Virgin)
5. 仮面 (Kamen)
6. HELL or HEAVEN～愛しのPsycho Breaker～ (HELL or HEAVEN ~Aishi No Psycho Breaker~)
7. マリアの爪痕 (Maria No Tsumeato)
8. 風にのって (Kaze ni Notte)
9. DOLLS
10. -Drum solo-
11. easy funky crazy
12. 月光花 (Gekkouka)
13. I'm so Happy
14. Love is Here
15. Heavy Damage
16. WILD FANG
17. Mr. Trouble Maker
18. D DROP
19. explosion

DISC 2
1. feel the wind
2. -救世主 メシア- (-Kyuuseishu Messiah-)
3. Hunting

### Blu Ray
- Tour 2005 "Joker" 09.14- (March 25, 2009)

### Box Sets
[15.03.2006] Janne Da Arc 10th Anniversary INDIES COMPLETE BOX (3CD,1DVD)
- [17.04.1998] Dearly

Igual a su versión original 
- [05.12.1998] Resist

Igual a su versión original 
- [17.03.1999] CHAOS MODE

1. Desperate
2. -R-TYPE ｢瞳の色｣ (-R-TYPE "Hitomi no Iro")
3. Psycho Dance
4. ....song
5. Labyrinth
6. Strange Voice
7. MISTAKE
8. Jesus Christ

DVD 1999 TOUR "CHAOS MODE"
[19.05.2009]Janne Da Arc Major Debut 10th Anniversary Complete Box (6CD, 3DVD)
- [08.05.2000] D・N・A
- [28.02.2001] Z-HARD
- [23.01.2002] GAIA
- [13.02.2003] ANOTHER STORY
- [07.07.2004] ARCADIA
- [15.06.2005] JOKER
- DVD SINGLES CLIPS Disc 1
- DVD SINGLES CLIPS Disc 2
- DVD Janne Da Arc Mayor History

## Tours
- NO TITLE (actividad en escenario underground) (22.02.1998 ~ 30.09.1998) [No.1~8]
- NEW FIELD OF CREATION TOUR (15.12.1998 - 29.12.1998) [No.9~11]
- NECESSITY FOR NEW FIELD OF CREATION TOUR (27.01.1999 ~ 22.02.1999) [No.12~19]
- 1999 TOUR “CHAOS MODE” (07.04.1999 ~ 27.04.1999) [No.20~28]
- seal of zone (15.08.1999 ~ 16.081999) [No.29~30]
- tour “reveal the truth - skirmish” (22.10.1999 ~ 07.12.1999) [No.31~52]
- tour “reveal the truth - AREA [an aggregate]” (18.12.1999 ~ 28.12.1999) [No.53~58]
- 2000 tour “Different Native Answers (D N A)” (19.03.2000 ~ 23.04.2000) [No.59~66]
- 2000 tour “ANOTHER NEO” (07.09.2000 ~ 16.09.2000) [No.67~69]
- First Nippon Budokan performance TOUR “FATE or FORTUNE” (11.12.2000 ~ 03.02.2001) [No.70~79]
- 2001 tour “Z-HARD” (25.04.2001 ~ 19.05.2001) [No.80~91]
- 2002 tour “GAIA” (01.04.2002 ~ 14.04.2002) [No.92~99]
- 100th Live “LIVE INFINITY 2002 (Nippon Budokan)” (07.09.2002) [No.100]
- Live again from the first "Hirakata BLOW DOWN" (30.12.2002) [No.101]
- 2003 tour “ANOTHER STORY” (11.04.2003 ~ 12.05.2003) [No.102~111]
- 2003 tour “DAZE” (live house tour) (16.07.2003 - 19.08.2003) [No.112~128]
- Concierto solo masculino “Danjiri Night” (Osaka BIG CAT) (21.08.2003) [No.129]
- 2003 tour “DAZE” (live house tour) presentaciones adicionales (02.09.2003 - 02.10.2003) [No.130~144]
- Concierto limitado a hombres “Danjiri Night” (Shinjuku Liquid Room) (04.10.2003) [No.145]
- Concierto secreto en el alma mater que está cerrando (18.11.2003)
- 2004 tour “ARCADIA” (Final: Nippon Budokan) (10.09.2004 - 29.09.2004) [No.146~154]
- First Osaka-jo Hall performance Live 2005 “Dearly” (27.03.2005) [No.155]
- 2005 tour “JOKER” (final: Nippon Budokan, Osaka Festival Hall) (01.08.2005 - 16.09.2005) [No.156-174]
- Formación de los miembros (9 de mayo de 1996) Especial en vivo del 10.° aniversario “10th Anniversary Special Live” (09.05.2006 ~ 16.05.2006) [No.175~177]
- First Saitama Super Arena performance Live 2006 “DEAD or ALIVE” (20.05.2006) [No.178]

## Otras notas
- Destination fue tema principal para el videojuego de XBOX360 Over G Fighters
- NEO VENUS salió como tema principal para el videojuego Rockman EXE.
- feel the wind lo fue para Rockman EXE 2.
- Mysterious es el Opening del anime Sci-Fi Harry.
- Shining Ray fue el 8th Ending del anime One Piece, y tiene un cover en el juego Drummania 8th Mix.
- WILD FANG es el Opening del videojuego Rockman X8.
- Gekkouka es el Opening del anime Black Jack. Esta canción ha sido número uno en el Oricon Chart y elegida también como Mejor Canción del 2005 ocupando el puesto 10 por delante de artistas muy reconocidos.
- Kasumi Yuku Sora Se ni Shite es el 2nd Ending Theme para el anime Monkey Typhoon.
- Möbius es el opening del anime Bakegyamon.
- El primer álbum como banda Major, D.N.A. fue elegido dentro de los 50 mejores discos del milenio.
- yasu también ha escrito una novela para el álbum ANOTHER STORY (reimpreso en 2007 por Ameba Books), así como un manga que contiene historia sobre la formación de la banda.
- kiyo ha escrito un libro basado en su blog en línea.
- Stop it love: Fue una canción lanzada como un plan de un productor de ídolos cuando Yasu y You aparecieron en un programa de radio. Quedó enterrada cuando el proyecto fracasó, pero se incluyó una versión álbum de Acid Black Cherry "Recreation 3".
- El álbum JOKER es el único álbum lanzado oficialmente en sitios de música nacionales (Melon, Genie Music), pero se pueden escuchar más canciones en servicios globales como YouTube Music y Apple Music.
- El tema Fantasía fue lanzado con la introducción de piano cortada debido a un error de mezcla.
- El primer Single RED ZONE es el único lanzado en formato mini-cd de 8 cm.
- EDEN～君がいない～ (EDEN ~kimi ga inai~) Fue lanzado como single despues de su aparicion dentro del disco DNA
- NEO VENUS  Fue lanzado como single después de su aparición dentro del disco Z-HARD
- RED ZONE fue relanzado como un maxi single de 12 cm y se le agregó el el tema Seal ~Gang Bang in SOVIET mix~.
- Rainy～愛の調べ～ (Rainy ~ai no shirabe~) Después del lanzamiento del cuarto álbum ANOTHER STORY, fue relanzado como single y se cambiaron las letras. Se le dio además la certificación de Disco de Oro de la División de Sonido Completo Chakuuta de la Asociación Japonesa de Discos
- DOLLS, ROMANCﾖ y BLACK JACK fueron los 3 singles lanzados consecutivos conmemorando el 5º aniversario del gran debut. Vendida por 390 yenes, limitada a 50.000 copias. Se concibió a partir de la similitud en la pronunciación de "thank you" y "39" (thirty-nine)
- 月光花 (gekkouka) obtuvo la certificación de Disco de Oro de la División Chakuuta Doble Platino, División CD Platino, División Pista Sencilla Platino, División Chakuuta Disco Completo
- ダイヤモンドヴァージン (DIAMOND VIRGIN), 振り向けば… / Destination (furimukeba.../Destination) y Heaven/メビウス (Heaven/MÖBIUS) obtuvieron la certificación de Disco de Oro de la Asociación Japonesa de Discos
- Rainy～愛の調べ～ (Rainy ~ai no shirabe~) cuenta con las apariciones en el vídeo musical de los actores Satoshi Tsumabuki y Mikako Tabe.
- Para los temas 『1/5の音箱』 ("1/5 No Onhako") y 『少女と氷の女王』 ("Shoujo No Koori To Joou") del disco ANOTHER STORY, Azumi Inoue participó como vocalista del coro.

## Solo Projects
- yasu ha comenzado una banda paralela llamada Acid Black Cherry con varios de sus contactos musicales en el mundo. Artistas que han trabajado en su proyecto se incluyen SHUSE (ex- La'cryma Christi, actualmente en Samurai Dead City), YUKI (ex - Aucifer, actualmente en DUSTAR-3), Chisato (PENICILLIN, Crack6), Sugizo (ex - LUNA SEA, otros como SKIN o X JAPAN), y muchos más, como el exbateria de Siam Shade Junji. El mes de mayo de 2007, yasu y Acid Black Cherry emprenden un tour secreto por toda la nación de Japón, culminando en un show en Shinjuku que fue retransmitido por web en todo el mundo. Su primer Single, SPELL MAGIC, lanzado en 18 de julio de 2007, debutó en el #4 en el Oricon Singles Charts en Japón. A partir de entonces, hasta el 4th Single y su primer álbum BLACK LIST se quedaron en el puesto número 2, siempre acariciando el número 1. Black Cherry, el Segundo single salió en 26 de septiembre de 2007, el tercero fue (28 de noviembre de 2007), Aishitenai. Su cuarto single titulado Fuyu no Maboroshi, lanzado en 16 de enero de 2008, casi se mantuvo hasta el final en el número 1 del Oricon Singles chart. Todos los sencillos contienen covers de canciones famosas como B-Sides; SPELL MAGIC contiene Shinin' On Kimi ga Kanashii, un cover de Look (1985); Black Cherry contiene Hatsukoi, un cover de Kozo Murashita (1983); Aishitenai viene con Ihoujin, un cover de Saki Kubota (1979), y Fuyu no Maboroshi's con Koi Hitoya, de Shizuka Kudo (1988). Todas estas canciones se añadieron al álbum que saldría tan solo dos meses después del primero, Recreation, un álbum de covers.

BLACK LIST, fue lanzado en febrero 20th del 2008.
Él también ha aparecido como artista invitado para el lanzamiento de un álbum (ROSES) en la canción D.D.D. de jealkb en mayo de 2007.
El 27 de agosto de 2008 ABC volvió a los medios con dos lanzamientos simultáneos, por una parte un nuevo single, que sería el quinto, de nombre 20+ Century Boys, de toque alegre, debutando en el puesto número cuatro, y por último lanzaría el tan esperado DVD de su última gira, 2008 Tour BLACK LIST. Tres meses después, el 26 de noviembre saldría a la venta el 6th Single titulado Jigsaw por la película de Saw (Yasu es un gran) el cual debutó en el puesto 3, lo cual es una novedad para Acid Black Cherry acostumbrado hasta ahora a conformarse con el puesto número 4, aun así el número 1 todavía le queda muy lejos.
Yasu ha informado en diferentes medios que espera lanzar un nuevo álbum el año que viene.
El 21 de marzo de 2012 salió a la venta el tercer disco de ABC titulado "2012" el cual alcanzó el número 1 en el Oricon Semanal de Albums. Se vendieron 118.000 copias, el mejor número que se ha conseguido para Yasu hasta ahora. 
- you está actualmente trabajando en solitario. Su primer álbum, LIFE ~the first movement~ fue lanzado en 20 de junio de 2007 haciendo un tour solo para fanes. ÉL planea lanzar dos álbumes más sobre el tema de la "vida" y las experiencias de esta. Su segundo álbum, LIFE ~the second movement~, fue lanzado en noviembre de 2007. Todas sus canciones son instrumentales. También tiene un DVD instruvtivo para la guitarra You Electric Guitar Method.

- ka-yu está actualmente trabajando como diseñador de ropa y joyas con su propio sello (Solid Beat) en colaboración con el joyero GIGOR. Él también ha lanzado dos álbumes (bajo su nombre completo, Kazuyuki Matsumoto). Los álbumes, se llaman Solid Beat y Solid Beat II respectivamente, ambos mini álbumes, las letras son completamente en inglés. También ha lanzado un DVD instructivo para el bajo, Real Rock Bass, y planea lanzar un photobook, titulado Solid Beat ~Zero~ en marzo de 2008.

- kiyo lanzó un DVD en marzo de 2008 instructivo sobre el piano, y continua actualizando su blog regularmente. También ha sido teclista para el artista kaede de avex, dando soporte para uno de sus mini-álbumes (Organic). También ha aparecido mensualmente en videos en la web de Ameba Studio titulados kiyo露天風呂. Por último, también lanzó recientemente un álbum, ARTISAN OF PLEASURE, canciones instrumentales excepto Tears, que cuenta con la voz de su compañero yasu como una colaboración especial.

- shuji actuó como soporte en la batería para el guitarrista de JDA en su primer tour. También ha lanzado un DVD instructivo sobre la batería, Pleasure of Drumming, y actualiza su blog regularmente

Después, You, Kiyo y Shuji realizaron la actividad de unidad '憩い部 (club de descanso)'.Desde junio de 2020 You y Kiyo son ZEST. La oficina de administración se trasladó, y Shuji decidió hacer actividades independientes, por lo que no firmó un contrato con una agencia específica, pero es un baterista de apoyo para Wyse, una banda activa en los años 90, y está afiliado a la oficina de Wyse en un estado de confianza. (De los miembros originales, solo Yasu mantiene la afiliación original).
Además, a partir de 2023, el gerente principal (Hiroki Hara) de la época de Janne Da Arc, que ha estado trabajando para Avex durante mucho tiempo, ha abierto una empresa de administración llamada United Products y está en una asociación comercial con You y Kiyo. Sitio de la empresa El 9 de mayo de 2024, durante su concierto en solitario, You, Kiyo y Shuji anunciaron el lanzamiento de un club de fans por tiempo limitado 'Orléans' y una gira de otoño. Jun Takai de Waive participará como bajista de apoyo.

## Links Oficiales
- Janne Da Arc Official Website (Japanese)
- AvexTrax's Official Janne Da Arc Website (Japanese) Archivado el 22 de abril de 2005 en Wayback Machine.
- kiyo's blog / kiyo-BURO (Japanese)
- ACID BLACK CHERRY Official Website (Japanese)
- ACID BLACK CHERRY Official Website (Avex) (Japanese)
- you Official Website (Japanese)
- ka-yu Official Website (Japanese)
- shuji Official Website (Japanese)
- Janne Da Arc radio show podcast (Japanese)
- Live Report : “SWAPPING ROCK PARTY!"
- shuji's official blog (Japanese)

- Datos: Q1326076